# Rhynchophorus bilineatus
Espèce
Rhynchophorus bilineatus est une espèce d'insectes coléoptères de la famille des Dryophthoridae que l'on trouve dans les Moluques, la Papouasie-Nouvelle-Guinée et les îles Salomon.

## Description
Ce grand charançon bleu-noir peut atteindre 40 millimètres de longueur. Son corps est de forme presque ovale avec un prothorax très puissant. Sa petite tête noire est prolongée par un long rostre noir recourbé.

## Écologie
Rhynchophorus bilineatus est une espèce ravageuse des palmeraies, surtout des espèces Cocos nucifera, Metroxylon sagu et Metroxylon salomonense.
Les femelles pondent dans les crevasses des stipes. Les larves creusent des tunnels, se nourrissant des tissus, provoquant souvent le dépérissement du palmier.